# 제주특별자치도보건환경연구원
제주특별자치도보건환경연구원(濟州特別自治道保健環境硏究院)은 제주특별자치도 관내의 보건·환경·식품·축산물 관련 업무를 분장하기 위해 제주특별자치도청 산하에 설치된 직속기관이다.
보건환경연구원장은 지방보건연구관이나 지방환경연구관으로 보한다.

## 연혁
- 1953년 12월 2일: 제주도립위생시험소 설치
- 1991년 6월 1일: 제주도보건환경연구원으로 변경
- 1994년 12월 31일: 사업소에서 직속기관으로 변경
- 2006년 7월 1일: 제주특별자치도보건환경연구원으로 변경
- 2008년 3월 5일: 제주특별자치도환경자원연구원으로 변경
- 2011년 1월 19일: 제주특별자치도보건환경연구원으로 변경

## 조직
원장
- 총괄운영팀
- 감염병검사과
- 미생물과
- 식품분석과
- 농수산물검사과
- 환경조사과
- 토양화학과
- 대기환경과
- 수질연구과